# Schwenckioideae
Schwenckioideae är en underfamilj inom familjen potatisväxter. De förekommer i Sydamerika. Underfamiljen innehåller fyra släkten och drygt 30 arter.

## Släkten
- Heteranthia
- Melananthus
- Protoschwenckia
- Schwenckia

### Webbkällor
- Angiosperm Phylogeny Website
- GRIN Taxonomy for Plants